# Solpuga angolensis
Solpuga angolensis är en spindeldjursart som först beskrevs av Roewer 1933.  Solpuga angolensis ingår i släktet Solpuga och familjen Solpugidae. Inga underarter finns listade i Catalogue of Life.